# Zealandicesa longicauda
Zealandicesa longicauda är en tvåvingeart som beskrevs av Sinclair 1997. Zealandicesa longicauda ingår i släktet Zealandicesa och familjen Brachystomatidae. Inga underarter finns listade i Catalogue of Life.